# عاطف اسلم
عاطف اسلم خوانندهٔ پاکستانی و فعال در سینمای هند است که بازیگری را در سال ۲۰۱۱ و با فیلم "بول" محصول کشور پاکستان تجربه نموده . وی بیشتر برای آهنگ‌های خود شناخته شده. عاطف جوانترین فرد پاکستانی است که موفق به دریافت تمغه امتیاز (مدال ملی کشور پاکستان که به افراد غیرنظامی تعلق می‌گیرد) شده‌است.

## گذشته
عاطف در خانواده‌ای مسلمان در ۱۲ مارس ۱۹۸۳ برابر با ۲۱ اسفند ۱۳۶۱ در وزیرآباد، پاکستان زاده شد. او تحصیلات خود را در شهر لارکانه آغاز کرد، در سال ۱۹۹۱ به راولپندی عزیمت کرد و تحصیلات خود را در مدرسه سنت پل راولپندی ادامه داد و در نهایت به دانشگاه پنجاب رفت و با مدرک کارشناسی از این دانشگاه فارغ‌التحصیل گشت .

## آغاز کار
اگرچه عاطف همواره دو خواننده مطرح کشورش یعنی نصرت فاتح علی خان و عابده پروین را می‌ستود اما کریکت همواره علاقه اول او بود و تبدیل شدن به بازیکن تیم ملی کریکت پاکستان رویای او بود. او پرتاب‌کننده‌ای سریع بود و اشتیاقش به این ورزش سبب شد تا جواز حضور در اردوی تیم ملی کریکت زیر ۱۹ سال پاکستان را به دست‌آورد و در یک مرحله به عنوان نماینده زیر ۱۹ سال کشورش ظاهر شود.
با حمایت دوستانش برای نخستین بار خوانندگی را در کالج و در انظار عمومی آغاز کرد و آهنگ عادت را نخستین بار با خرج خود ضبط و منتشر نمود. این اهنگ به سرعت تبدیل به یک انفجار گشت و نام او را برسر زبان‌ها انداخت. پس از آن نیز در ۱۷ ژوئیه ۲۰۰۴ نخستین آلبوم خود را تحت عنوان جل پری(پری دریایی) منتشر کرد.

چند آهنگ از نخستین آلبوم او مانند "Bheegi Yaadein", "Ehsaas", "Mahi Ve", "Ankhon Sey" به همراه ترک اصلی آلبوم یعنی "Jalpari" توانست آمار بازدید اصلی سایت‌های برخی کشورها و هند را از آن خود کنند.
پس آلبوم جل پری او دو آلبوم دوری-سال ۲۰۰۶- و مری کاهانی(داستان من)-سال ۲۰۰۸- را منتشر نمود. که آن‌ها نیز همانند جل پری توانستند موفق ظاهر شوند. بیش از ۹ میلیون نسخه از آلبوم‌های انفرادی او در سطح جهانی به فروش رفت.
در طول سه سال او موفق به ثبت قراردادهای بسیاری در فیلم‌های بالیوودی شد و همچنین توانست برای ترک who lamhe فیلم زهر برای نخستین بار کاندیدای دریافت جایزه بهترین خواننده مرد از جشنواره فیلم فیر هند شود، محبوبیت روزافزون او سبب شد تا فیلمسازان به فکر ساخت کلیپ‌های ویژه‌ای باحضور او برای تبلیغ بیشتر آثارشان بیافتند.
پس از کنسرتهای موفقی که او در سراسر پاکستان داشت با پیشنهادهای زیادی برای اجرای زنده در بخش‌های مختلف جهان رو به رو شد. به دنبال این تقاضاها او نخستین تور بین‌المللی خود را با اجرا در آمریکا و کانادا آغاز کرد و پس از آن در تابستان ۲۰۰۸ کنسرتی در نیوجرسی داشت.
عاطف کنسرت‌های بین‌المللی خود را با اجرایی در نیویورک ادامه داد و ۲ سال بعد و برای بار دیگر به آمریکا بازگشت و به همراه شریا به روی صحنه رفت، دو ماه بعد برای نخستین بار به آمریکای جنوبی رفت و این روند را با کنسرتی به همراه سونال چوهان در میشگان ادامه داد. در ۲۲ آوریل ۲۰۱۲ عاطف تبدیل به نخستین فرد پاکستانی شد که در London's O2 Arena برنامه اجرا کرد او کنسرتی را برای ترویج عشق، آرامش و وحدت میان دو ملت هند و پاکستان را به اجرا درآورد و این کار خود را در شهرهای منچستر و گلاسکو نیز دنبال کرد.

در دسامبر ۲۰۱۲ اجرای عاطف در کنار اجرای افرادی همچون پیت بول، انریکه، گوتیه به عنوان برترین‌های ۲۰۱۲ دبی نامگذاری شد. یک هفته پیش از آن نیز عاطف به عنوان مرد شماره یک آسیا انتخاب شده بودو دومین هنرمند پس از برایان آدامز! حضور جمعیت ۲۵،۰۰۰ نفری نیز در کنسرت نپال او یکی دیگر موفقیت‌هایی بود که او به دست‌آورد.

## خوانندگی فیلم‌های سینمایی
او موزیک فیلم مستقل آمریکایی Man Push Cart در سال ۲۰۰۵ را بر عهده داشت و برای فیلم The Reluctant Fundamentalist آهنگی تهیه نمود . همچنین ورژن ویژه دو آهنگ دوری و مولا که متعلق به آلبوم دوری بودند را برای فیلم مکزیکی La mujer de mi hermano تنظیم کرد.

## بازیگری
تنها تجربه بازیگری عاطف اسلم با حضور در فیلم بول و در نقش مصطفی شکل گرفت. البته وی علاوه بر حضور به عنوان بازیگر در این فیلم عهده‌دار تهیه بخشی از موسیقی آن نیز بوده‌است.

## تلویزیون
عاطف به عنوان کاپیتان تیم پاکستان در برنامه Sur Kshetra که مسابقه خوانندگی میان دو تیم از هند و پاکستان بود حضور یافت. که در نهایت این برنامه با برد تیم پاکستان به پایان رسید.

## آهنگ شناسی
آلبوم‌ها 
| سال  | عنوان       |
| ---- | ----------- |
| ۲۰۰۴ | jal pari    |
| ۲۰۰۶ | Doori       |
| ۲۰۰۸ | Meri kahani |

تک آهنگ‌های تبلیغاتی
| سال  | عنوان                |
| ---- | -------------------- |
| ۲۰۱۰ | Jee Lay Zindagi      |
| ۲۰۱۲ | Juro Gey to Jano Gey |

## آهنگ فیلم‌های هندی و بالیوودی
| سال  | آهنگ                     | فیلم                                     | خواننده همراه                      |
| ---- | ------------------------ | ---------------------------------------- | ---------------------------------- |
| ۲۰۰۵ | Woh Lamhe                | Zeher                                    |                                    |
| ۲۰۰۵ | Aadat                    | Kalyug                                   |                                    |
| ۲۰۰۶ | Tere Bin                 | Bas Ek Pal                               |                                    |
| ۲۰۰۸ | Pehli Nazar Mein         | Race                                     |                                    |
| ۲۰۰۸ | Bakhuda Tumhi Ho         | Kismat Konnection ارتباط تقدیر           | آلکا یاگنیک                        |
| ۲۰۰۹ | Tera Hone Laga Hoon      | Ajab Prem Ki Ghazab Kahani               | آلیشا چینای                        |
| ۲۰۰۹ | Tu Jaane Naa             | Ajab Prem Ki Ghazab Kahani               |                                    |
| ۲۰۱۰ | O Mere Khuda             | Prince (2010 film)\|Prince               | Garima Jhingoon                    |
| ۲۰۱۰ | Tere Liye                | Prince (2010 film)\|Prince               | Shreya Ghoshal                     |
| ۲۰۱۰ | Kaun Hoon Main           | Prince (2010 film)\|Prince               |                                    |
| ۲۰۱۰ | Aa Bhi Ja Sanam          | Prince (2010 film)\|Prince               |                                    |
| ۲۰۱۰ | Rona Chadta (Mahi Mahi)  | Mel Karade Rabba                         |                                    |
| ۲۰۱۱ | Le Ja Tu Mujhe           | F.A.L.T.U                                |                                    |
| ۲۰۱۲ | Piya O Re Piya           | Tere Naal Love Ho Gaya                   | Shreya Ghoshal                     |
| ۲۰۱۲ | Tu Mohabbat Hai          | Tere Naal Love Ho Gaya                   | Monali Thakur, Priya Panchal       |
| ۲۰۱۳ | Aa Bhi Ja Mere Mehermaan | Jayanta Bhai Ki Luv Story                |                                    |
| ۲۰۱۳ | Hai Na                   | Jayanta Bhai Ki Luv Story                | Priya Panchal                      |
| ۲۰۱۳ | Dil Najaane Kyun         | Jayanta Bhai Ki Luv Story                | Anushka Manchanda                  |
| ۲۰۱۳ | Be Intehaan              | Race ۲                                   | Sunidhi Chauhan                    |
| ۲۰۱۳ | Allah Duhai Hai          | Race ۲                                   | Vishal Dadlani & Anushka Manchanda |
| ۲۰۱۳ | Jeene Laga Hoon          | Ramaiya Vastavaiya                       | Shreya Ghoshal                     |
| ۲۰۱۳ | Bairiyaa                 | Ramaiya Vastavaiya                       | Shreya Ghoshal                     |
| ۲۰۱۳ | Rang Jo Lagyo            | Ramaiya Vastavaiya                       | Shreya Ghoshal                     |
| ۲۰۱۳ | Main Rang Sharbaton Ka   | Phata Poster Nikla Hero فاتاپسترنیکلاهرو | Chinmayi Sripada                   |
| ۲۰۱۳ | Janam Janam              | Phata Poster Nikla Hero فاتاپسترنیکلاهرو |                                    |
| ۲۰۱۴ | Tera Naam Doon           | It's Entertainment                       | Shalmali Kholgade                  |

## فیلم‌شناسی
| سال تولید | نام فیلم                                            | نقش   | زبان | توضیحات                                                                                           |
| --------- | --------------------------------------------------- | ----- | ---- | ------------------------------------------------------------------------------------------------- |
| ۲۰۰۶      | Bas Ek Pal - فقط یه لحظه                            | خودش  | هندی | حضور ویژه در آهنگ tere bin - بی تو                                                                |
| ۲۰۰۸      | Race- مسابقه                                        | خودش  | هندی | حضور ویژه در اهنگ pehly nazar mein - اولین بار که دیدمت                                           |
| ۲۰۱۰      | Prince - پرنس                                       | خودش  | هندی | حضور ویژه در آهنگ song Kaun Hoon Main - من کی هستم و Aa Bhi Ja Sanam - برگرد عزیزم                |
| ۲۰۱۱      | Bol - بگو                                           | مصطفی | اردو | کاندید جایزه بهترین بازیگر مرد از Pakistan Media Awards                                           |
| ۲۰۱۲      | Tere Naal Love Ho Gaya                              | خودش  | هندی | حضور ویژه در آهنگ Piya O Re Piya - معشوق او عشق من و Tu Mohabbat Hai - تو محبتی                   |
| ۲۰۱۳      | Jayantabhai Ki Luv Story- داستان عاشقانه جیانتابائی | خودش  | هندی | حضور ویژه در آهنگ Dil Na Jaane Kyun - دل نمی‌دونه چرا و Aa bhi ja mere mehermaan - برگرد مهربان من |
| ۲۰۱۳      | مسابقه ۲                                            | خودش  | هندی | حضور ویژه در آهنگ Be Intehaan - بی انتها                                                          |

## جوایز
جوایز فیلم فیر:
| سال  | نام جایزه          | آهنگ - فیلم                        | نتیجه    |
| ---- | ------------------ | ---------------------------------- | -------- |
| ۲۰۰۶ | بهترین خواننده مرد | وو لمحه-زهر                        | نامزدشده |
| ۲۰۰۷ | بهترین خواننده مرد | تیری بین - بس ایک پل               | نامزدشده |
| ۲۰۱۰ | بهترین خواننده مرد | تو جانه نا - عجب پرم کی قضب کاهانی | نامزدشده |

Indus Music Awards:
| سال  | نام جایزه      | آهنگ                | نتیجه |
| ---- | -------------- | ------------------- | ----- |
| ۲۰۰۵ | بهترین خواننده | عادت                | پیروز |
| ۲۰۰۵ | بهترین ترانه   | آهنگ عادت - گروه جل | پیروز |
| ۲۰۰۵ | بهترین تنظیم   | عادت                | پیروز |

Lux Style Awards:
| سال  | نام جایزه          | موضوع                       | نتیجه    |
| ---- | ------------------ | --------------------------- | -------- |
| ۲۰۰۵ | بهترین آلبوم       | جل پری                      | پیروز    |
| ۲۰۰۷ | دوری               | آهنگ عادت - گروه جل         | پیروز    |
| ۲۰۰۸ | بهترین آلبوم       | مری کاهانی                  | نامزدشده |
| ۲۰۰۸ | بهترین لباس        | لباس پلیس                   | پیروز    |
| ۲۰۱۲ | آهنگ سال           | آهنگ هوناتا پیار - فیلم بول | نامزدشده |
| ۲۰۱۲ | بهترین ترک ارجینال | هوناتا پیار -بول            | پیروز    |
| ۲۰۱۳ | نماد موسیقی سال    |                             | پیروز    |

آیفا:
| سال  | نام جایزه          | آهنگ - فیلم                        | نتیجه    |
| ---- | ------------------ | ---------------------------------- | -------- |
| ۲۰۰۶ | بهترین خواننده مرد | وو لمحه-زهر                        | نامزدشده |
| ۲۰۰۹ | بهترین خواننده مرد | پهلی نظر مه - race2                | نامزدشده |
| ۲۰۱۰ | بهترین خواننده مرد | تو جانه نا - عجب پرم کی قضب کاهانی | نامزدشده |